# 腐木蘚
腐木蘚（学名：Heterophyllium affine）为錦蘚科腐木蘚屬下的一个种。